# باني (أرومية)
باني هي قرية في مقاطعة أرومية، إيران. يقدر عدد سكانها بـ 300 نسمة بحسب إحصاء 2016.